# Paromalus sculptipectus
Paromalus sculptipectus är en skalbaggsart som beskrevs av Sylvain Auguste de Marseul 1879. Paromalus sculptipectus ingår i släktet Paromalus och familjen stumpbaggar. Inga underarter finns listade i Catalogue of Life.